# کراسیمیر دورچوف
کراسیمیر دورچوف (بلغاری: Красимир Дурчов؛ زادهٔ ۱۹ مهٔ ۱۹۷۹) بازیکن فوتبال اهل بلغارستان است.